# 人見站
人見站（日语：／ Hitomi eki */?）是位於福岡縣田川郡福智町金田1565番2號，平成筑豐鐵道的伊田線車站。車站編號為HC9。

## 歷史
- 1990年（平成2年）4月1日 - 車站啟用。

## 車站構造
車站是一座地面車站，設有2面2線的相對式月台。此站是無人車站。

### 月台
| 月台 | 路線    | 上下行 | 方向                                 |
| ---- | ------- | ------ | ------------------------------------ |
| 東邊 | ■伊田線 | 下行   | 金田、田川伊田、田川後藤寺、行橋方向 |
| 西邊 | ■伊田線 | 上行   | 赤池、知心生力、中泉、直方方向       |

## 使用狀況
- 在2018年度，1日平均上落車人次為105人[1]。
- 在2019年度，1日平均上落車人次為113人[1]。

## 車站周邊
- 福岡縣道22號田川直方線（日语：福岡県道22号田川直方線）
- 福岡縣道406號赤池糸田線
- 福智町立金田義務教育學校　(中元寺川對面岸)
- 福智町營人見團地
- 田川地區消防署金田分署
- 中元寺川
- 彥山川

## 相鄰車站
平成筑豐鐵道
伊田線
赤池（HC8）－人見（HC9）－金田（HC10）

## 注腳
1. 1 2 3  鉄道を未来につなぐために（令和元年度版） ︳ へいちくネット（平成筑豊鉄道） （页面存档备份，存于）（日語） 各站上落人次調査結果

## 外部連結
- 人見站 （页面存档备份，存于）（日語）（平成筑豐鐵道沿線情報網站）